# 久留米市議会
久留米市議会（くるめしぎかい）は、福岡県の中枢中核都市の一つである久留米市の地方議会である。

## 概要

### 任期
4年

### 定数
36人

### 所在地
福岡県久留米市城南町15番3号
久留米市役所本庁舎19階・20階

### 委員会
- 議会運営委員会

#### 常任委員会
- 総務常任委員会
- 教育民生常任委員会
- 経済常任委員会
- 建設常任委員会

#### 特別委員会
- 決算審査特別委員会
- 生活支援交通・買物問題調査特別委員会
- 歳入確保調査特別委員会

### 定例会
- 年4回実施[2]
  - 2月または3月
  - 6月
  - 9月
  - 11月または12月

### 事務局
- 議会事務局
  - 総務課
  - 議事調査課

## 会派
| 会派名                 | 議員数 | 所属党派                    | 議員名（◎は代表者）                                                   | 女性議員数 | 女性議員の比率(%) |
| ---------------------- | ------ | --------------------------- | --------------------------------------------------------------------- | ---------- | ----------------- |
| 久留米たすき議員団     | 7      | 無所属                      | ◎松岡保治 山崎ケブン 大熊博文 甲斐田義弘 石井俊一 中村博俊 早田耕一郎 | 0          | 0                 |
| きずな議員団           | 6      | 自由民主党1 無所属5         | ◎山田貴生（自） 古賀としかず 田住和也 堀田洸太朗 石井秀夫 吉冨巧      | 0          | 0                 |
| 公明党議員団           | 6      | 公明党                      | ◎塚本弘道 田中功一 坂田光弘 山下尚 生野薫 田中貴子                    | 2          | 33.33             |
| 立志会議員団           | 6      | 自由民主党1 参政党1 無所属4 | ◎権藤智喜（自） 堺太一郎 轟照隆 長野哲（参） 永田一伸 後藤敬介        | 0          | 0                 |
| みらい久留米議員団     | 4      | 無所属                      | ◎秋永峰子 石田眞一郎 藤林詠子 古賀敏久                                | 2          | 50                |
| 緑水会議員団           | 4      | 自由民主党1 無所属3         | ◎原口和人（自） 佐藤晶二 森崎巨樹 吉武憲治                            | 0          | 0                 |
| 日本共産党久留米市議団 | 2      | 日本共産党                  | ◎金子むつみ 小林ときこ                                                | 2          | 100               |
| 日本維新の会           | 1      | 日本維新の会                | ◎草場公晴                                                             | 0          | 0                 |
| 計                     | 36     |                             |                                                                       | 6          | 16.67             |

（2023年5月19日現在）

## 議員報酬等
| 役職   | 議員報酬        | 政務活動費 |
| ------ | --------------- | ---------- |
| 議長   | 月額 68万3000円 | 月額 5万円 |
| 副議長 | 月額 61万6000円 | 月額 5万円 |
| 議員   | 月額 58万2000円 | 月額 5万円 |

- 別途、年2回期末手当あり
- 政務活動費の残金は市に返還する義務がある
- 議員年金は2011年（平成23年）6月1日で廃止されている

## 定数の推移
「久留米市議会議員定数条例」によって定数が決められている。
- 2011年（平成23年）4月24日選挙 - 42人→38人
- 2019年（平成31年）4月21日選挙 - 38人→36人

## 不祥事

### 農地転用で収賄
2013年（平成25年）11月7日、三潴町の農地の宅地転用をめぐる収賄の疑いで議員が逮捕され、直後の市議会で辞職勧告決議が可決された。議員は辞職に応じなかったが、2014年（平成26年）4月14日に懲役1年6か月（執行猶予5年）、追徴金30万円の有罪判決が出され、2015年（平成27年）4月の改選に出馬しなかった。

### 飲酒運転で逮捕
2023年（令和5年）5月2日、議員が飲酒運転で逮捕された。議員は書類送検され7月14日付で不起訴となったが、市議会は「市民に模範を示すべき公職にある議員が飲酒運転をした事実は、起訴、不起訴のいかんによって何ら変わることはなく、看過することはできない」として辞職勧告決議を可決した。議員は辞職しなかったが、10月17日に自動車運転免許取消の行政処分が執行されたため、10月18日に2度目の辞職勧告決議が可決された。